# Strafvollzugsgesetz (Türkei)
Das Gesetz über den Vollzug von Strafen und Sicherheitsmaßregeln (türkisch Ceza ve Güvenlik Tedbirlerinin İnfazı Hakkında Kanun) regelt den judikativen Strafvollzug in der Türkei.
Das Gesetz wurde am 13. Dezember 2004 beschlossen und trat am 1. Juni 2005 in Kraft. Damit trat das vorherige Strafvollzugsgesetz Nr. 647 vom 13. Juli 1965 außer Kraft. Ziel des Strafvollzugs ist nach Art. 3 die „Besserung des Straftäters zum Schutz der Gesellschaft“.
Eine grundlegende Ergänzung ist die Rechtsverordnung über die Verwaltung von Strafvollzugsanstalten und den Vollzug von Strafen und Sicherheitsmaßregeln, die am 6. April 2006 in Kraft trat.